# Remig Stumpf

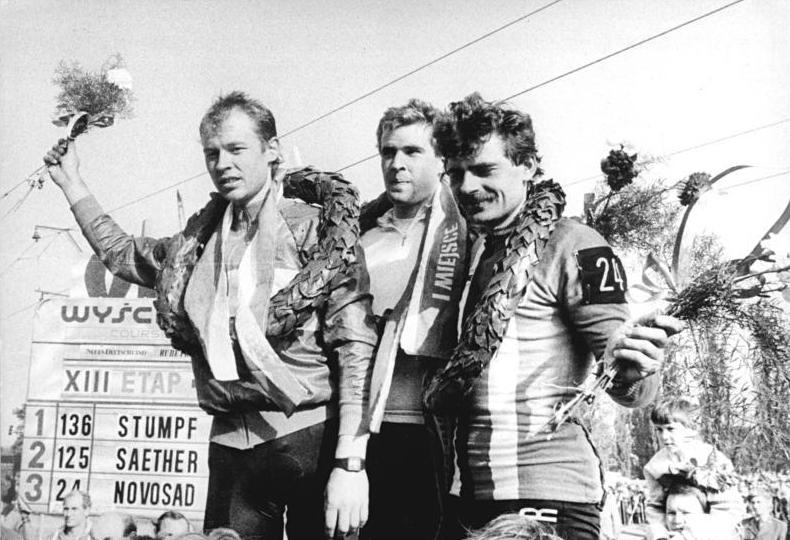
1987 gewann Stumpf (Mitte) die 13. Etappe der Internationalen Friedensfahrt

Remig Stumpf (* 25. März 1966 in Schweinfurt; † 14. Mai 2019 in Bergrheinfeld) war ein deutscher Radrennfahrer.

## Sportliche Laufbahn
Bereit bei den Junioren war Stumpf Mitglied der Nationalmannschaft. 1983 gewann er die Internationale Etappenfahrt der Junioren in Frankfurt am Main. 
Stumpf, der für die RSG Nürnberg startete, war einer der besten deutschen Straßenrennfahrer der 1980er Jahre. Schon in den Klassen Jugend und Junioren war er erfolgreich. 1985 startete er mit Peter Gänsler, Christian Henn und Achim Stadler im Mannschaftszeitfahren bei den UCI-Straßen-Weltmeisterschaften 1985.
1986 gewann er, noch als Amateur, Rund um Köln, Rund um Düren sowie die Berliner Etappenfahrt.  1987 nahm er an der Friedensfahrt mit Start in Berlin teil und gewann die 13. Etappe. In der Gesamteinzelwertung belegte er den 38. Platz. 1987 und 1988 wurde er deutscher Meister im Einzelzeitfahren. 1987 und 1988 gewann er die Internationale Ernst-Sachs-Tour. 1988 startete Remig Stumpf bei den Olympischen Sommerspielen in Seoul im olympischen Straßenrennen (14. Platz) sowie im Mannschaftszeitfahren, jedoch ohne Medaillenerfolg.
Anschließend wurde er Profi beim französischen Radsportteam Toshiba. Bei der Tour de Suisse 1989 entschied Stumpf die fünfte Etappe für sich. Insgesamt gewann er als Profi acht Rennen des internationalen Kalenders. 1991 und 1992 nahm er an der Tour de France teil, kam jedoch beide Mal nicht in Paris an. Er fuhr auch Sechstagerennen und gewann zweimal in Köln, 1992 mit Bruno Holenweger und 1993 mit Urs Freuler.
1993 beendete Stumpf seine aktive Radsport-Laufbahn. Anschließend spielte er zunächst American Football und übernahm dann eine Gaststätte in Schweinfurt.

## Tod
Am 14. Mai 2019 wurden Remig Stumpf und seine von ihm getrennt lebende, um zwölf Jahre jüngere Ehefrau Mirjam in einem Haus in Bergrheinfeld tot aufgefunden. Nach abgeschlossener Obduktion bestätigten die Ermittler, dass Stumpf seine Frau getötet hat. Anschließend habe er ein Feuer gelegt und Suizid begangen.
Das Paar hatte drei Kinder, Stumpf hinterließ zudem ein Kind aus erster Ehe.

## Erfolge

### Straße
1986
- Gesamtwertung Berliner Etappenfahrt
- Rund um Köln
- Rund um Düren

1987
- eine Etappe Friedensfahrt
- zwei Etappen Niedersachsen-Rundfahrt
- Internationale Ernst-Sachs-Tour
- Deutscher Amateur-Meister – Einzelzeitfahren

1988
- Deutscher Amateur-Meister – Einzelzeitfahren, Mannschaftszeitfahren (mit Ernst Christl, Werner Stauff und Werner Wüller)
- eine Etappe Tour du Vaucluse
- eine Etappe Kuba-Rundfahrt
- Internationale Ernst-Sachs-Tour

1989
- drei Etappen Tour of Britain
- eine Etappe 4 Jours de Dunkerque
- eine Etappe Tour de Suisse

1990
- eine Etappe Valencia-Rundfahrt

1991
- eine Etappe 4 Jours de Dunkerque

1993
- eine Etappe Valencia-Rundfahrt

### Bahn
1992
- Sechstagerennen Köln (mit Bruno Holenweger)

1993
- Sechstagerennen Köln (mit Urs Freuler)